# Layman Peak
Layman Peak är en bergstopp i Antarktis. Den ligger i Östantarktis. Nya Zeeland gör anspråk på området. Toppen på Layman Peak är 2 700 meter över havet.
Terrängen runt Layman Peak är huvudsakligen lite bergig. Trakten är obefolkad. Det finns inga samhällen i närheten.